# Bang rak soi 9
Bang rak soi 9 (thaï : บางรักซอย 9 signifiant « allée 9 ») est une sitcom thaï diffusée sur la chaîne Modernine TV entre 2003 et 2012.

## Distribution
- Saksit Tangton : Chadjen Trithipsiri
- Phiyada Akkraseranee : Aranya Thepsirikul
- Seenoom Chernyim (Buntham Huadkhathok) : Somphob Thepsirikul
- Pimkae Goonchorn Na Ayuthaya : Nongyao Thepsirikul
- Pongphan Petchbuntoon : Soraphong Thepsirikul
- Luerfuer Mokjok : Maruay Meesup
- Tee Doksadao : Phornthep Chuto
- Somjet Payakso : Somjet Meejettana
- Pasakorn Chimcharoen : Kuayjeng Chuto
- Tatphong Phongtat : Manop Maphob
- Joke Chernyim : Boonrak Boonmee
- Oonruen Rachot : Lamduan Homhuan